# Starost

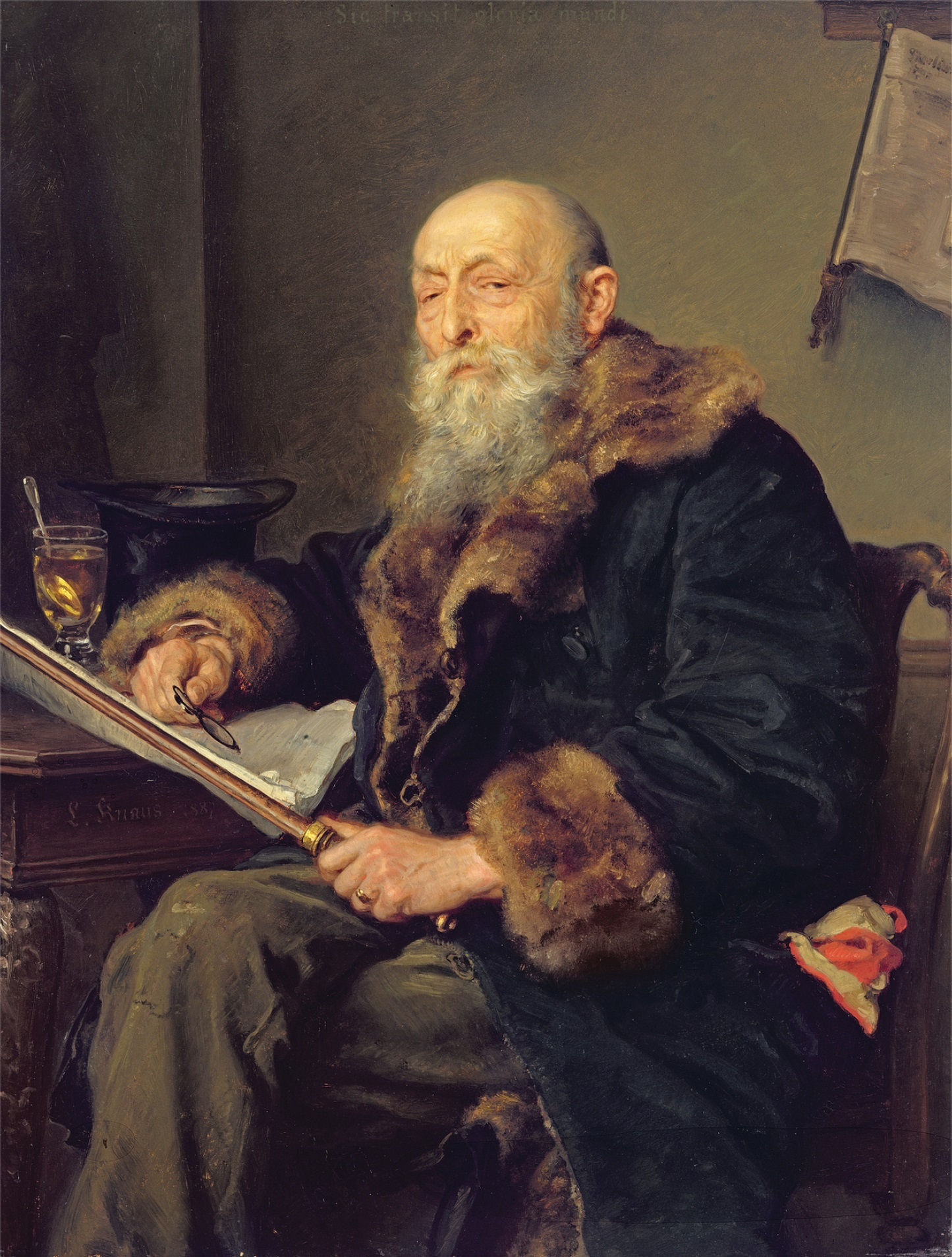
Der Starost, Gemälde von Ludwig Knaus, 1887

Starost (poln. starosta, ukrainisch староста, lat. capitaneum) ist ein slawisches Wort, das ursprünglich den Verwalter des Vermögens einer Sippe bezeichnet. Seit dem Mittelalter wird es für sowohl offizielle als auch inoffizielle Führungspositionen verwendet. Insofern ähnelt es den deutschen Worten Ältester oder Vorsteher. In Bezug auf eine Stadt oder eine Gemeinde war ein Starost kein Bürgermeister (polnisch: burmistrz) als oberster Vertreter einer gewählten Selbstverwaltung, sondern ein königlicher Verwaltungsbeamter, am ehesten mit dem veralteten Titel Drost zu übersetzen.
Im polnisch-litauischen Reich war Starost ein Titel für den mittleren Adel, vergleichbar einem Freiherrn, sowie auch ein Amt, entsprechend einem Landrat. In Polen-Litauen gab es bis 1795 zwei Arten von Starost: Burg-Starost (poln. grodowy) und Land-Starost (poln. niegrodowy). Der erste war eigentlicher Königsvertreter und auch Richter auf einem kleineren Gebiet, genannt starostwo. Der Titel war auch in Teilen des Heiligen Römischen Reichs gebräuchlich und brachte keinen Anspruch auf Besitz von Ländereien mit sich. Eine Starostei war ein Krongut.
Im heutigen Polen bezeichnet starosta einen Landrat, der der Kreisleitung (Starostei) vorsteht und einen Powiat (Kreis) verwaltet. In der Tschechischen Republik hingegen entspricht Starost dem österreichischen oder deutschen Bürgermeister.
In Theodor Fontanes Roman Effi Briest wird Golchowski, der Inhaber des Gasthofes Zum Fürsten Bismarck, der erste und der letzte Mensch, der Effi in Kessin begegnet, als „ein halber Pole“ und gleich einem Starosten beschrieben.
Der deutsch-baltische Schriftsteller Werner Bergengruen verfasste 1926 den Roman Das große Alkahest, der in der Neu-Fassung von 1938 den Titel Der Starost erhielt.